# وانگ لیهونگ (ورزشکار)
وانگ لیهونگ (انگلیسی: Wang Lihong؛ زادهٔ ۲۲ نوامبر ۱۹۷۰) بازیکن سافت‌بال اهل چین بود.